# 元禄忠臣蔵
元禄忠臣蔵（げんろく ちゅうしんぐら）は、元禄赤穂事件を題材にした真山青果作の一連の新歌舞伎の演目。1934年（昭和9年）2月初演の最終話・第10編『大石最後の一日』を皮切りに、1941年（昭和16年）11月初演の第8編『泉岳寺の一日』まで、7年間で計10編11作が次々に制作・上演された。
これに引き続き、松竹と前進座が溝口健二監督のもとにこの作品を映画化し、1941年（昭和16年）12月に前編が、翌年2月に後編が公開された。また1957年（昭和32年）には『大石最後の一日』のみが『「元禄忠臣蔵 大石最後の一日」より 琴の爪』のタイトルで東宝で映画化されている。
原作は『青果全集 第1巻』（講談社、復刊1975年）に収録。他に岩波文庫（上・下、初版1982年）がある。

## 構成
- 第1編 『江戸城の刃傷』- 昭和10年（1935年）1月東京劇場初演
- 第2編 『第二の使者』- 昭和10年（1935年）1月東京劇場初演
- 第3編 『最後の大評定』- 昭和10年（1935年）4月東京劇場初演
- 第4編 『伏見撞木町』- 昭和14年（1939年）4月歌舞伎座初演
- 第5編 『御浜御殿綱豊卿』- 昭和15年（1940年）1月東京劇場初演
- 第6編 『南部坂雪の別れ』- 昭和13年（1938年）11月歌舞伎座初演
- 第7編 『吉良屋敷裏門』- 昭和13年（1938年）4月明治座初演）
- 第8編 『泉岳寺』- 昭和16年（1941年）11月、東京劇場初演（初演時外題は『泉岳寺の一日』）
- 第9編上の巻『仙石屋敷』- 昭和13年（1938年）4月明治座初演
- 第9編下の巻『十八ヶ条申開き』- 昭和14年（1939年）2月東京劇場初演
- 第10編 『大石最後の一日』- 昭和9年（1934年）2月歌舞伎座初演

## 映画「元禄忠臣蔵 前編・後編」
情報局国民映画参加作品。前後篇の2部作で、1941年（昭和16年）12月1日に前篇、翌年2月11日に後篇が公開された。製作は松竹京都撮影所。当時の松竹と前進座のオールスターキャストで監督は溝口健二。溝口は、松の廊下を原寸大で再現した。製作時は太平洋戦争の開戦時であり戦線の拡大で物資が窮乏する中、膨大な制作費を投入した破格の大作として完成した。作風は地味ではあり興行としては失敗作とされるが、ワンシーン・ワンカットの実験的手法とともに40年後に再評価されて、1980年1月4日に松竹系で再公開されている。モノクロ、219分。

### スタッフ
- 総監督：白井信太郎
- 脚色：原健一郎、依田義賢
- 撮影：杉山公平、松野保三、中村忠夫、岩田生男
  - 工作：吉田百人
- 作曲・音楽監督：深井史郎
- 美術監督：水谷浩
- 建築監督：新藤兼人、渡辺竹三郎
- 演奏：新交響楽団（現・NHK交響楽団）
- 指揮：山田和男
- 装置：六郷俊、大野松治、小倉信太郎
- 襖絵装飾：沼井春信、伊藤榮伍
- 録音：佐々木秀孝、杉本文造、田代幸一
  - 効果：木村一、原田誠一
- 照明：中島末治郎、三輪正雄、中島宗佐
- 編集：久慈孝子、荒川葉子
- 速記：山下謙次郎
- 普通写真撮影：吉田不二雄
- 服飾：川田龍三、奥村喜三郎、加藤信太郎
- 装飾：松岡淳夫、荒川大、大澤比佐吉、西田孝次郎
- 技髪：高木石太郎、尾崎吉太郎、福水シマ
- 現像：富田重太郎
- 殺陣指導：橘小三郎
- 演技事務：武末雲二
- 字幕製作：望月淳
- 考証
  - 武家建築：大熊喜邦
  - 言語風俗：潁原退蔵
  - 民家建築：藤田元春
  - 時代一般：江馬務
  - 能：初世金剛巌
  - 史実：内海定治郎
  - 風俗：甲斐庄楠音
  - 造園：小川治兵衛
  - 素槍：久保澄雄
- 演出：溝口健二、高木孝一、渡辺尚治、酒井辰雄、花岡多一郎、小川家平

### キャスト

#### 前進座
- 大石内蔵助：四代目河原崎長十郎
- 富森助右衛門：三代目中村翫右衛門
- 堀内伝右衛門：四代目中村鶴蔵
- 磯貝十郎左衛門：五代目河原崎國太郎
- 原惣右衛門：坂東調右衛門
- 吉田忠左衛門：助高屋助蔵
- 大高源吾：六代目瀬川菊之丞
- 堀部弥兵衛：市川笑太郎
- 赤埴源蔵：橘小三郎
- 武林唯七：市川莚司（のちの加東大介）
- 片岡源五右衛門：市川菊之助
- 津久井九太夫、村井源兵衛：中村進五郎
- 大石瀬左衛門：山崎進蔵
- 大石主税：市川扇升
- 瀬尾孫左衛門、林兵助：市川章次
- 早水藤左衛門：市川岩五郎
- 岸佐左衛門：坂東銀次郎
- 細川内記：生島喜五郎
- 祐筆江島：山本貞子

#### 松竹京都
- 堀部安兵衛：海江田譲二
- 進藤長房：坪井哲
- 落合与左衛門：風間宗六
- 間喜兵衛：和田宗右衛門
- 矢田五郎右衛門：竹内容一
- 諸井左太夫：征木欣之助
- 間瀬九太夫：梅田菊蔵
- 近松勘六：大川六郎
- 間十次郎：中村時三郎
- 奥田孫太夫：大河内龍
- 久永内記：松永博
- 中臈お古牟：大原英子
- うめ：岡田和子

#### 第一協団
- 細川越中守：河津清三郎
- 荒木十左衛門：浅田健三

#### フリー
- 吉良上野介：三桝萬豐
- 新井白石：島田敬一

#### 新興キネマ
- 徳川綱豊：市川右太衛門
- 小野寺十内：加藤精一
- 渋川五太夫：荒木忍
- 戸田局：梅村蓉子
- お喜世：山路ふみ子

#### 松竹大船
- おみの：高峰三枝子
- 瑤泉院：三浦光子

#### その他
- 浅野内匠頭：五代目嵐芳三郎
- 大石りく：山岸しづ江
- 大石吉千代：四代目中村梅之助
- 大石くう：三井康子
- 潮田又之丞：市川進三郎
- 井関紋左衛門：坂東春之助
- 生瀬十左衛門：中村公三郎
- 大塚藤兵衛：坂東みのる
- 奥野将監：六代目嵐德三郎
- 大野九郎兵衛：筒井德二郎
- 岡島八十右衛門：川浪良太郎
- 萱野三平：大内弘
- 井関徳兵衛：羅門光三郎
- 潮田の妻・お遊：京町みち代
- 多門伝八郎：小杉勇
- 加藤越中守：清水将夫
- 梶川与惣兵衛：山路義人
- 深見宗左衛門：玉島愛造
- 近藤平八郎：南光明
- 久留十左衛門：井上晴夫
- 大久保権右衛門：大友富右衛門
- 田村右京大夫：賀川清
- 稲垣対馬守：粂譲
- 関久和：澤村千代太郎
- 登川得也：嵐敏夫
- 石井良伯：市川勝一郎
- 浮橋太夫：滝見すが子

## 映画「琴の爪」
原作の最後の第10編「大石最後の一日」だけを映像化した中編作品。1957年7月13日公開。なおこの作品での共演がきっかけで 二代目中村扇雀（四代目坂田藤十郎）と扇千景が結婚した。モノクロ、53分。

### スタッフ
- 監督：堀川弘通
- 脚本：菊島隆三、若尾徳平
- 音楽：佐藤勝
- 撮影：山崎一雄
- 照明：城田正雄
- 美術：北猛夫
- 録音：藤縄正一
- 製作：堀江史朗
- 監督助手：野長瀬三摩地
- 製作担当者：黒田達雄
- スチール：田中一清
- 編集：岩下廣一
- 特殊技術：東宝技術部
- 現像：東宝現像所

### キャスト
- 磯貝十郎左衛門：二代目中村扇雀（のちの四代目坂田藤十郎）
- 大石内蔵助：八代目松本幸四郎（のちの初代松本白鸚）
- 堀内伝右衛門：二代目中村鴈治郎
- 乙女田杢之進：山田巳之助
- おみの：扇千景
- 吉田忠左衛門：松本染升
- 原惣右衛門：土屋詩朗
- 片岡源吾右衛門：山道恵介
- 間瀬久太夫：清水正
- 小野寺十内：吉頂寺晃
- 間喜兵衛：荒川清一
- 堀部弥兵衛：秋月竜
- 近松勘六：田中春男
- 富森助右衛門：桜井巨郎
- 赤垣源蔵：森川信
- 潮田又之丞：平田昭彦
- 奥田孫太夫：笈川武夫
- 矢田五郎右衛門：藤木悠
- 大石瀬左衛門：小瀬格
- 氏家平馬：上村幸之
- 得安：村上白
- 町人A：堺左千夫
- 町人B：沢村いき雄
- 仇討の丁稚：大塚国夫
- 並木一路
- 津田光男

## 特徴
- 討ち入り場面がない。義挙のクライマックスであるシーンを、動かない場面で登場人物が口頭にて説明するというのは前代未聞であり、歌舞伎・映画ともに不評を買った[4]。

## 批判と反論
- 新歌舞伎も映画もいずれも興行は芳しくなく、内容も今日に至るまで批判されている。溝口映画は真山青果脚本の歌舞伎を忠実に踏襲したものであり、真山は批判に対し怒り反論したが、あまりに史実とかけ離れた脚本への不満を覆すには至らなかった[5]。
- 「正確な時代考証のもと描いた」という真山の言に対し、例えば大石良雄は皆の切腹を見届けた後、最後に切腹している内容だが、史実では最初に切腹している[6]など相違が多い。
- 真山は識者や大衆の批判に遂に屈し、「戦争が終わったら書き直したい」と娘に語ったという[7]。
- うち『御浜御殿綱豊卿』は富森正因が江戸城で、能面を付けた徳川綱豊に槍で襲い掛かる突飛な内容で（実際には一介の浪人が江戸城に登城して、のちの将軍候補に近づく事さえ不可能である）、前衛的な狂言として今日でも興行される。『琴の爪』では浅野長矩は能が大嫌いであったが、礒貝正久は実在しない女性の琴用に使う爪を所持している。

## エピソード
この映画で大石内蔵助を演じた八代目松本幸四郎(初代松本白鸚)は、歌舞伎界ではこの『元禄忠臣蔵』の大石内蔵助役をたびたび演じており、また映画の世界でも松竹『忠臣蔵  花の巻・雪の巻』(1954年）と東宝『忠臣蔵 花の巻・雪の巻』(1962年）の映画でも大石内蔵助を演じている。そして同じ元禄忠臣蔵をもとに第10編 『大石最後の一日』を映像化した本作でも大石内蔵助を演じている。